# János Lázár

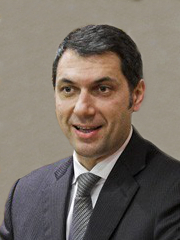
János Lázár

János Lázár (ungarisch Lázár János; * 19. Februar 1975 in Hódmezővásárhely) ist ein ungarischer Politiker der Fidesz – Ungarischer Bürgerbund.

## Leben
Lázár studierte an der Universität der Wissenschaften Szeged. Seit Mai 2002 ist er Abgeordneter im ungarischen Parlament. Vom 20. Oktober 2002 bis 6. September 2012 war er als Nachfolger von András Rapcsák Bürgermeister von Hódmezővásárhely. Lázár war vom 6. Juni 2014 – 18. Mai 2018 Leiter der Staatskanzlei im Rang eines Ministers Kabinett Orbán III.
Er ist mit der Pädagogin Zita Megyeri verheiratet und hat zwei Kinder.

## Kontroversen
2011 haben mehrere Zeitungen darüber berichtet, dass Lázár einen Audi S8 als Dienstwagen benutze, dessen Miete pro Monat etwa 2000 Euro koste und teilweise von der örtlichen Selbstverwaltung finanziert werde. Seitdem dies publik wurde, benutzt Lázár das Auto nicht mehr, in welchem übrigens ein Blitzschutz-System eingebaut war. Laut dem Politiker würde in seinem nächsten Auto kein solches System mehr installiert werden.
2011 tauchte eine Videoaufnahme auf, in der Lázár den Satz „wer nichts hat, ist auch so viel wert“ formulierte.
Später hat Lázár sich für seinen Kommentar entschuldigt und fügte noch hinzu, dass er missverstanden worden sei, er habe nämlich an Berufspolitiker und nicht an Arme gedacht.
Im Jahre 2014 wurde bekannt, dass auf den Namen des zehnjährigen Sohnes von Lázár ein Haus im Grundbuch eingetragen steht, welches 60–70 Millionen Forint wert ist. Laut Lázár konnte er das Haus „mit der Unterstützung der Familie“ und aufgrund von Ersparnissen kaufen.
2018 wurde ebenfalls bekannt, dass ein ungarisches Unternehmen auffallend viele Aufträge mit EU-Subventionen erhielt, dessen Besitzer Viktor Orbáns Schwiegersohn ist. Eine EU-Behörde, das Europäische Amt für Betrugsbekämpfung (Olaf), leitete Ermittlungen ein und verfasste und schickte einen Bericht nach Budapest. Demnach hat Olaf 35 Aufträge überprüft, die an die Firma Elios gingen, und in jedem davon Unregelmäßigkeiten entdeckt. In 17 Fällen sprechen die EU-Beamten von organisiertem Betrug. Wortkarg äußert sich darüber die Regierung: Es sei eben Wahlkampf, sagt beispielsweise Orbáns Kabinettschef János Lázár, ohne weiter auszuholen. 2010 war Hódmezővásárhely die Stadt, die Elios den ersten und einen der größten Aufträge erteilte, damals als János Lázár dort noch Bürgermeister war.
Außerdem verfügt er über ein riesiges Anwesen in der Nähe seines Heimatortes Hòdmezövásárhely mit einem Grundstücksumfang von rund 3,5 km sowie einem eigenen Tennisplatz. Laut dem Bürgermeister der Stadt Péter Marki-Zay sollten für die Erschließung des Grundstücks Gemeindestraßen aus öffentlichen Geldern gebaut worden sein, welche durch Anwohnerinnen und Anwohner der Umgebung nur spärlich benutzt werden. Zudem sei er an weiteren Schlössern und Grundstücken in der Umgebung interessiert.